# Jiri Vesely
Jiri Vesely (Příbram, República Checa, 10 de julio de 1993) es un tenista profesional. Comenzó a jugar tenis a los cuatro años en su propia casa contra la pared después de ver a su padre, Jiri, un entrenador de tenis. Sus ídolos de su niñez eran Roger Federer y Tomáš Berdych. En cuanto a sus superficies favoritas son las pistas duras y de arcilla, y su tiro favorito es el servicio. 
Nombrado Premio Estrella del mañana presentado por la ATP, en noviembre de 2013. Esta premio se otorga al jugador más joven que terminó en el Top 100 de Emirates Ranking ATP (al 28 de octubre). Comenzó la temporada fuera del Top 250, irrumpió en el Top 100 del 8 de julio - dos días antes de su cumpleaños número 20 - y alcanzó un puesto n.º 78 en agosto. El checo hizo su debut en el cuadro principal en el circuito como clasificado en Roland Garros y también ganó cuatro títulos ATP Challenger Tour hasta el momento.
Su ranking más alto en la carrera ha sido el puesto 35, alcanzado el 27 de abril de 2015. En modalidad de dobles alcanzó el puesto n.º 120 el 5 de enero de 2015.

## Carrera

### Juvenil
En el año 2011 Vesely gana el torneo de Australia Open derrotando en la final al local Luke Saville por 6-0 y 6-3. En ese mismo torneo también se adjudicó el título en dobles jugando en pareja junto al eslovaco Filip Horanskýy derrotando en la final a la pareja constituida por los australianos Ben Wagland y Andrew Whittington por 6-4 y 6-4.
Vesely llegó hasta el puesto n.º 1 júnior, en enero de 2011, llegando a un récord de partidos ganados/perdidos de 125–45.

#### Títulos de Grand Slam Júnior

##### Títulos en Individuales
| Año  | Campeonato           | Superficie | Oponente en la final | Marcador final |
| ---- | -------------------- | ---------- | -------------------- | -------------- |
| 2011 | Abierto de Australia | Dura       | Luke Saville         | 6-0, 6-3       |

##### Finalista en individuales
| Año  | Campeonato | Superficie | Oponente en la final | Marcador final |
| ---- | ---------- | ---------- | -------------------- | -------------- |
| 2011 | U.S. Open  | Dura       | Oliver Golding       | 7–5, 3-6, 4-6  |

##### Títulos en Dobles
| Año  | Campeonato           | Superficie | Pareja         | Oponentes en la final          | Marcador final |
| ---- | -------------------- | ---------- | -------------- | ------------------------------ | -------------- |
| 2011 | Abierto de Australia | Dura       | Filip Horanský | Ben Wagland Andrew Whittington | 6-4, 6-4       |

##### Finalista en dobles
| Año  | Campeonato              | Superficie | Pareja         | Oponentes en la final         | Marcador final |
| ---- | ----------------------- | ---------- | -------------- | ----------------------------- | -------------- |
| 2010 | U.S. Open               | Dura       | Oliver Golding | Duilio Beretta Roberto Quiroz | 1-6, 5-7       |
| 2011 | Campeonato de Wimbledon | Hierba     | Oliver Golding | George Morgan Mate Pavić      | 6-3, 4-6, 5-7  |

### Profesional

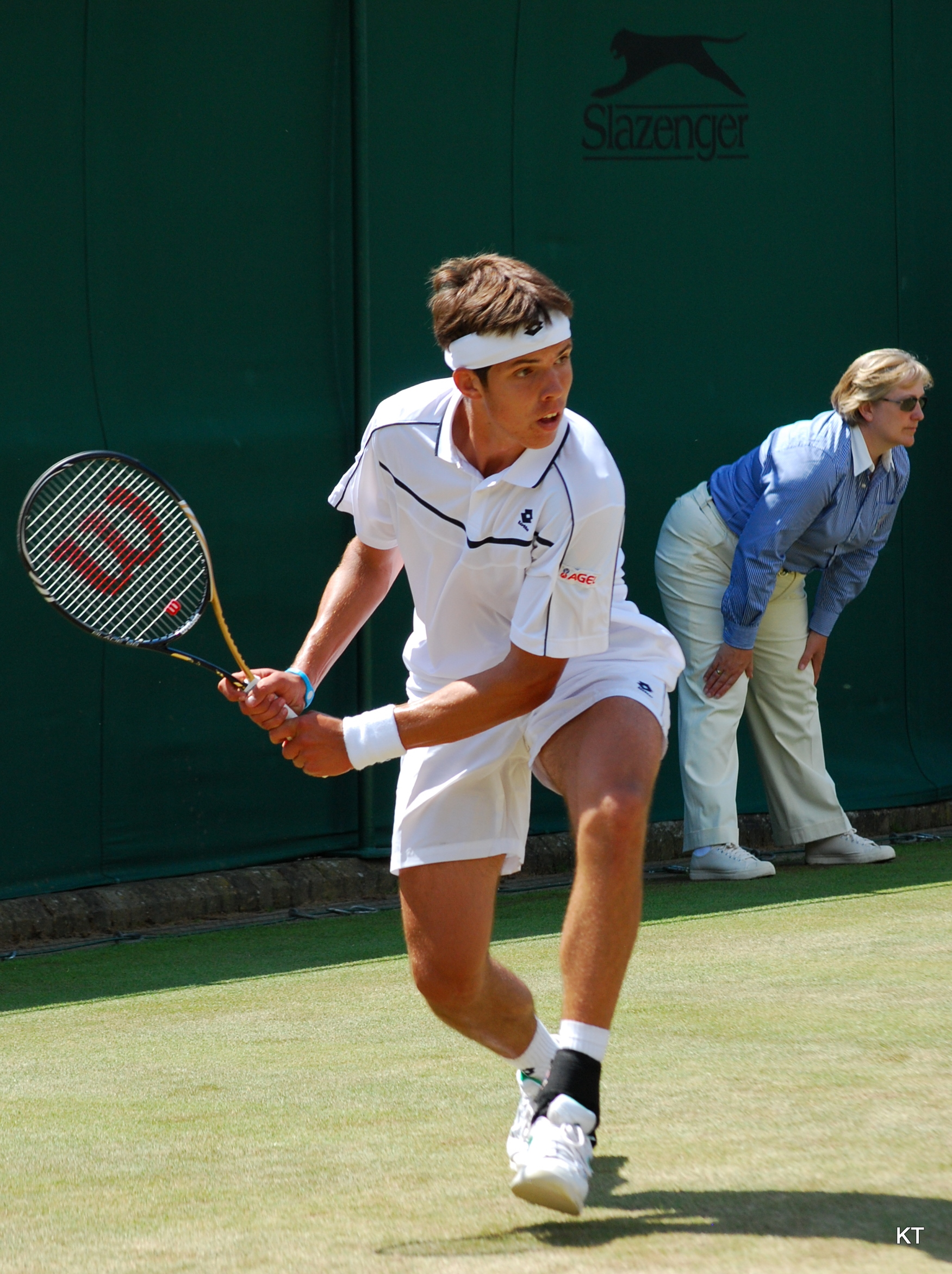
Jiri Vesely durante la disputa de Wimbledon en 2011 (categoría Júnior).

#### Primeros años
Comienza a obtener torneos Futures en el 2011 cuando gana el República Checa F1. En el año 2012 obtiene 8 torneos Futures, 5 en individuales y 3 en dobles. En 2013 obtiene 6 Futures más, 4 en individuales y 2 en dobles.

#### 2013
En abril de 2013 gana su primer ATP Challenger Series, el Challenger de Mersin derrotando en la final al alemán Simon Greul por un doble 6-1. En mayo repite título, obteniendo el Challenger de Ostrava derrotando en la final al belga Steve Darcis por un doble 6-4.
Vesely ingresa por primera vez en un cuadro principal de un torneo Grand Slam al disputar con éxito el torneo clasificatorio para Roland Garros, pierde en primera ronda frente al alemán Philipp Kohlschreiber por 6(3)-7, 6-1, 5-7, 2-6. También disputaría en esta temporada, el US Open 2013 perdiendo en primera ronda ante el local Denis Kudla. Jugó más torneos dentro de la ATP, aunque en todos ellos acabó siendo eliminado en primera ronda. Fue el jugador más joven dentro del Top 100 e hizo el quinto salto más grande en el Top 100 desde el año anterior, subiendo 176 puestos del n.º 260 al n.º 84. Además, fue el ganador del premio “ATP Estrella del Mañana”.

#### 2014
En este año Vesely comienza a jugar con más asiduidad dentro del circuito ATP. Su primer torneo fue el de Chennai donde avanzó una ronda al derrotar al comodín Jeevan Nedunchezhiyan. Perdió en segunda ronda ante Édouard Roger-Vasselin. Tras no clasificarse para el Torneo de Sídney, disputó su primer Open de Australia donde cayó en primera ronda ante Kevin Anderson por 6-2, 7-6(4), 4-6, 4-6, 4-6 tras ir dos sets arriba.
Su consagración definitiva llegó en la gira por Estados Unidos. En el Masters de Indian Wells venció a Igor Sijsling, en segunda a Pablo Andújar por 6-1, 2-6, 6-1, cayendo en tercera ronda ante el n.º 6 Andy Murray tras haber ganado el primer set (7-6(2), 4-6, 4-6). En Miami le ganó en primera ronda a Filippo Volandri por un claro 6-4 y 7-6. En segunda ronda perdió ante Feliciano López por 2-6 y 6-7(3). Ayudó a la República Checa a alcanzar las semifinales de la Copa Davis con una victoria por 5-0 sobre Japón en Tokio; venció a Taro Daniel en su enfrentamiento de individuales.
El 10 de abril se retiró debido a una enfermedad cuando caía 2-6, 1-3 frente a Andréi Kuznetsov en la segunda ronda de Casablanca. El 27 de abril se retiró de nuevo, esta vez en el Torneo de Múnich debido a la inflamación de su tendón de Aquiles izquierdo. Llegó a su primera semifinal ATP World Tour en Dusseldorf (perdiendo ante Ivo Karlović en dos tie breaks). Batió a Igor Sijsling, Nikolái Davydenko y Jürgen Melzer en la ruta hacia los cuatro mejores.

### Copa Davis
Desde el año 2013 es participante del Equipo de Copa Davis de la República Checa. Tiene en esta competición un récord total de partidos ganados/perdidos de 13/15 (11/11 en individuales y 2/4 en dobles).

## Títulos ATP (4; 2+2)

### Individual (2)
| Leyenda                         |
| Grand Slam (0)                  |
| ATP World Tour Finals (0)       |
| ATP World Tour Masters 1000 (0) |
| ATP World Tour 500 (0)          |
| ATP World Tour 250 (2)          |

| N.º | Fecha                | Torneo   | Superficie | Oponente en la final | Resultado        |
| --- | -------------------- | -------- | ---------- | -------------------- | ---------------- |
| 1.  | 17 de enero de 2015  | Auckland | Dura       | Adrian Mannarino     | 6-3, 6-2         |
| 2.  | 9 de febrero de 2020 | Pune     | Dura       | Egor Gerasimov       | 7-6(2), 5-7, 6-3 |

#### Finalista (2)
| N.º | Fecha                 | Torneo   | Superficie    | Oponente en la final   | Resultado       |
| --- | --------------------- | -------- | ------------- | ---------------------- | --------------- |
| 1.  | 26 de abril de 2015   | Bucarest | Tierra batida | Guillermo García López | 6-7(5), 6-7(11) |
| 2.  | 26 de febrero de 2022 | Dubái    | Dura          | Andrey Rublev          | 3-6, 4-6        |

### Dobles (2)
| Legenda                   |
| Grande Slam (0)           |
| ATP World Tour Finals (0) |
| ATP Masters 1000 (0)      |
| ATP World Tour 500 (2)    |
| ATP World Tour 250 (2)    |

| n.º | Fecha                 | Torneo   | Superficie    | Pareja           | Oponentes en la final        | Resultado   |
| --- | --------------------- | -------- | ------------- | ---------------- | ---------------------------- | ----------- |
| 1.  | 19 de octubre de 2014 | Moscú    | Dura          | František Čermák | Samuel Groth Chris Guccione  | 7-6(2), 7-5 |
| 2.  | 7 de mayo de 2017     | Estambul | Tierra batida | Roman Jebavý     | Tuna Altuna Alessandro Motti | 6-0, 6-0    |

#### Finalista (1)
| N.º | Fecha               | Torneo | Superficie    | Pareja       | Oponentes en la final        | Resultado |
| --- | ------------------- | ------ | ------------- | ------------ | ---------------------------- | --------- |
| 1.  | 21 de julio de 2018 | Umag   | Tierra batida | Roman Jebavý | Robin Haase Matwé Middelkoop | 4-6, 4-6  |

## ATP Challenger Tour (10; 9+1)

### Individuales (9)
| N.º | Fecha      | Torneo                             | Superficie    | Oponentes en la final | Resultado        |
| --- | ---------- | ---------------------------------- | ------------- | --------------------- | ---------------- |
| 1.  | 14.04.2013 | Challenger de Mersin               | Tierra batida | Simon Greul           | 6-1, 6-1         |
| 2.  | 05.05.2013 | Challenger de Ostrava              | Tierra batida | Steve Darcis          | 6-4, 6-4         |
| 3.  | 04.08.2013 | Challenger de Liberec              | Tierra batida | Federico Delbonis     | 6-7, 7-6, 6-4    |
| 4.  | 07.06.2014 | Challenger de Prostějov            | Tierra batida | Norbert Gomboš        | 6-2, 6-2         |
| 5.  | 06.06.2015 | Challenger de Prostějov (2)        | Tierra batida | Laslo Djere           | 6-4, 6-2         |
| 6.  | 10.06.2017 | Challenger de Prostějov (3)        | Tierra batida | Federico Delbonis     | 5-7, 6-1, 7-5    |
| 7.  | 03.11.2019 | Challenger de Eckental             | Moqueta       | Steve Darcis          | 6-4, 4-6, 6-3    |
| 8.  | 10.10.2021 | Challenger de Mouilleron-le-Captif | Dura (i)      | Norbert Gombos        | 6-4, 6-4         |
| 9.  | 12.05.2024 | Challenger de Praga-2              | Tierra batida | Gauthier Onclin       | 6-2, 3-6, 7-6(3) |

### Dobles (1)
| N.º | Fecha      | Torneo              | Superficie    | Compañero    | Oponentes en la final | Resultado |
| --- | ---------- | ------------------- | ------------- | ------------ | --------------------- | --------- |
| 1.  | 14.06.2014 | Challenger de Praga | Tierra batida | Roman Jebavý | Hsin-han Lee Ze Zhang | 6-1, 6-3  |

## Resultados enTorneos Grand Slam
| Torneos Grand Slam |     |     |     |     |     |     |     |     |     |     |     |       |
| Australian Open    | Q1  | A   | 1R  | 1R  | 2R  | 1R  | 2R  | 1R  | A   | 2R  | 1R  | 3–8   |
| Roland Garros      | A   | 1R  | 2R  | 1R  | A   | 3R  | 1R  | 1R  | 2R  | 1R  | TD  | 4–8   |
| Wimbledon          | A   | Q2  | 3R  | 2R  | A   | 2R  | 4R  | 3R  | ND  | 2R  | TD  | 10–6  |
| US Open            | A   | 1R  | 1R  | 2R  | A   | 1R  | A   | 1R  | 1R  | 1R  | TD  | 1–7   |
| Ganados-Perdidos   | 0–0 | 0–2 | 3–4 | 2-4 | 1–1 | 3-4 | 4-3 | 2-4 | 1-2 | 2-4 | 0-1 | 18-29 |

## Victorias sobre top 10
| Temporada | 2016 | Total |
| --------- | ---- | ----- |
| Victorias | 1    | 1     |

| #    | Jugadora       | Ranking | Evento                         | Superficie    | Ronda         | Resultado     |
| ---- | -------------- | ------- | ------------------------------ | ------------- | ------------- | ------------- |
| 2016 |                |         |                                |               |               |               |
| 1.   | Novak Djokovic | 1       | Masters de Monte Carlo, Mónaco | Tierra batida | Segunda ronda | 6–4, 2–6, 6–4 |